# Fosfatidilholin desaturaza
Fosfatidilholin desaturaza (EC 1.3.1.35, oleatna desaturaza, linoleatna sintaza, oleoil-KoA desaturaza, oleoilfosfatidilholinska desaturaza) je enzim sa sistematskim imenom 1-acil-2-oleoil-sn-glicero-3-fosfoholin:NAD+ Delta12-oksidoreduktaza. Ovaj enzim katalizuje sledeću hemijsku reakciju
1-acil-2-oleoil--glicero-3-fosfoholin + + {\displaystyle \rightleftharpoons } 1-acil-2-linoleoil-sn-glicero-3-fosfoholin + NADH + H+
Ovaj enzim takođe desaturiše fosfatidilholin koji sadrži oleoil grupu na O-2 glicerolnog ostatka.

## Literatura
- Nicholas C. Price; Lewis Stevens (1999). Fundamentals of Enzymology: The Cell and Molecular Biology of Catalytic Proteins (Third изд.). USA: Oxford University Press. ISBN 019850229X.
- Eric J. Toone (2006). Advances in Enzymology and Related Areas of Molecular Biology, Protein Evolution (Volume 75 изд.). Wiley-Interscience. ISBN 0471205036.
- Branden C; Tooze J. Introduction to Protein Structure. New York, NY: Garland Publishing. ISBN 0-8153-2305-0.
- Irwin H. Segel. Enzyme Kinetics: Behavior and Analysis of Rapid Equilibrium and Steady-State Enzyme Systems (Book 44 изд.). Wiley Classics Library. ISBN 0471303097.

## Spoljašnje veze
- Phosphatidylcholine+desaturase на 